# Пет Робертс
Чарльз Патрік «Пет» Робертс (англ. Charles Patrick «Pat» Roberts; нар. 20 квітня 1936, Топіка, Канзас) — американський політик-республіканець, сенатор США від штату Канзас з 1997 до 2021 року. У 1981–1997 роках був членом Палати представників.
1958 року отримав диплом в Університеті штату Канзас. З 1958 до 1962 служив у Корпусі морської піхоти США, має звання капітана. Працював репортером і редактором у кількох газетах в Аризоні. 1967 року став помічником сенатора США Френка Карлсона, 1969 почав допомагати конгресмену Кіту Сібеліусу.